# ジェームズ・コリンソン
ジェームズ・コリンソン（James Collinson、1825年5月9日 - 1881年1月24日）は、イギリスの画家である。19世紀後半のイギリスの美術家グループ「ラファエル前派」の創立メンバーのひとりであったが、2年ほどで、宗教的な信念からグループを離れた。

## 略歴
イングランド中部、ノッティンガムシャーのマンスフィールドで書店員の息子に生まれた。1846年にロンドンに出て、ロイヤル・アカデミー・オブ・アーツの美術学校に入学した。翌年アカデミーに出展したコリンソンの作品をダンテ・ガブリエル・ロセッティに気に入られ、1848年に結成されたロセッティらの「ラファエロ以前兄弟団」の創立メンバーとなった。ラファエル前派の短命であった機関誌の『The Germ』に長い敬虔な詩を寄稿し、『ハンガリーの聖エリザベートの脱俗』(1850)などの多くの宗教的な題材をの作品を制作した。
カトリックに改宗して熱心な信者になっていたが、1848年にロセッティの妹で詩人のクリスティーナ・ロセッティと婚約し、その影響で国教会に戻ったが、1850年にロセッティと別れ、カトリックに戻った。同じ年、ラファエル前派の画家、ジョン・エヴァレット・ミレーの作品『両親の家のキリスト(Christ in the House of His Parents)』の聖母やキリストの描き方が冒涜的であるという議論をよび、コリンソンはラファエル前派の活動に宗教的な疑問を抱いて「ラファエロ以前兄弟団」を退会した。絵を描くのを止めて、1853年に神父なろうとして、イエズス会の学校、ストーニーハースト・カレッジ(Stonyhurst College)で学び始めたが、1855年にそれを断念して美術に戻った。
1858年、画家ジョン・ロジャーズ・ハーバート(John Rogers Herbert)の義理の姉妹の一人と結婚した。 画家に戻った後は、どちらかというと宗教的な主題を避けて、人々の生活を描く風俗画を描いた。
英国王立芸術家協会の主催する展覧会に出展し、1861年から1870年までは英国王立芸術家協会の事務局長を務めた。
フランスをしばしば訪れ、1870年代後半は長くブルターニュに滞在した。この時期に『聖家族』(1878)を描いた。
1881年4月にロンドンのキャンバーウェルで亡くなった。

## 作品

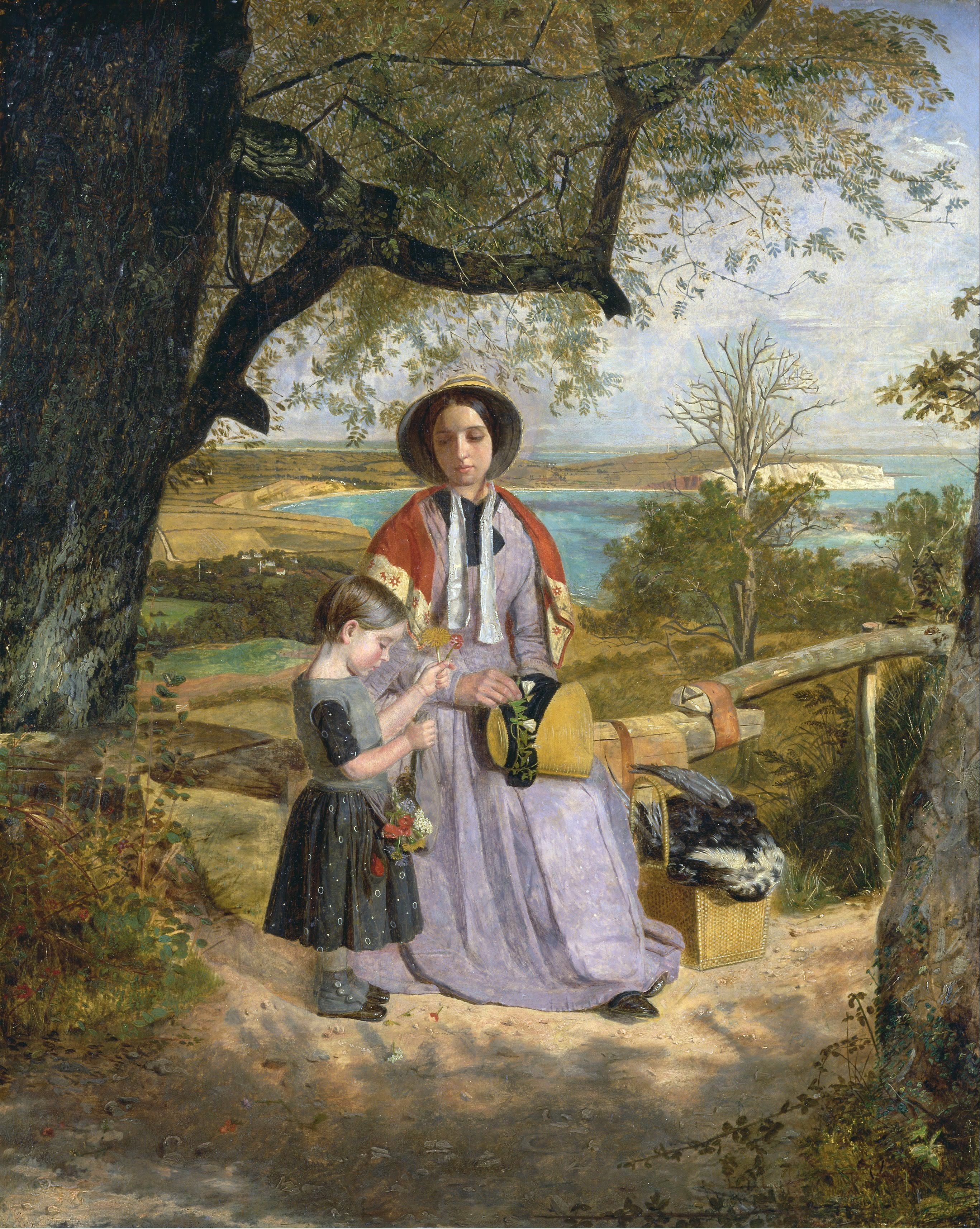
ワイト島の母子 (1849/1850) Yale Center for British Art
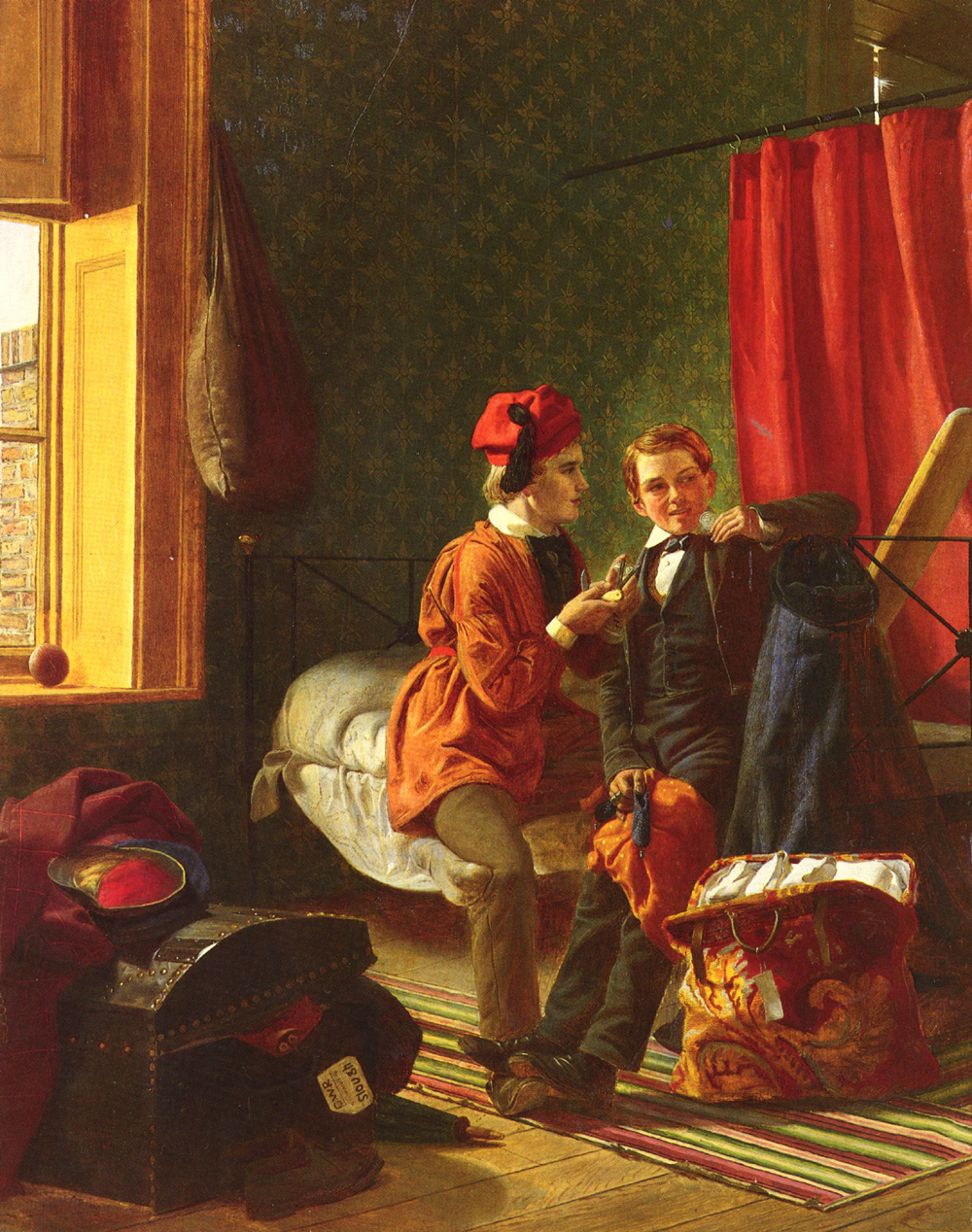
誘惑 (1855)
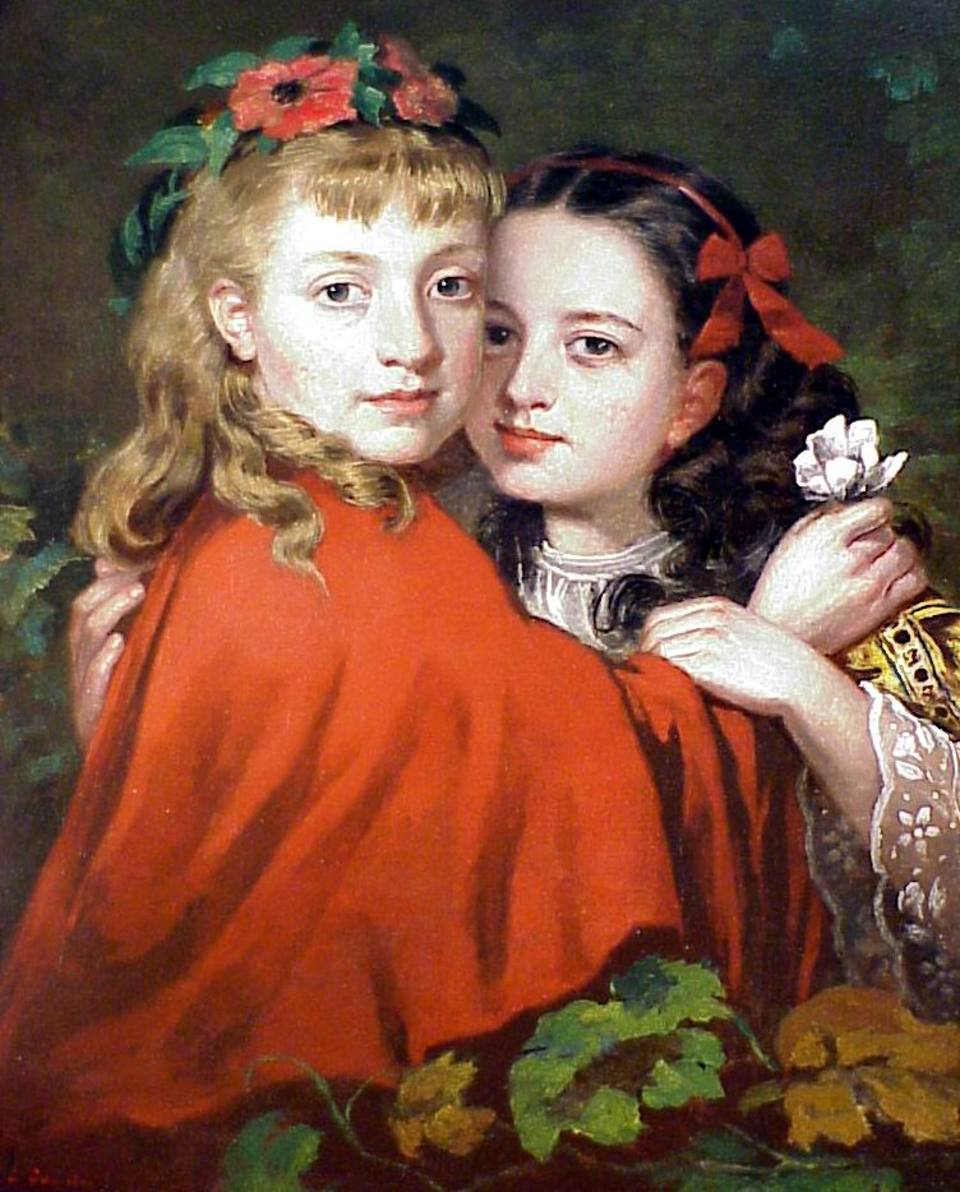
姉妹 (c.1560)
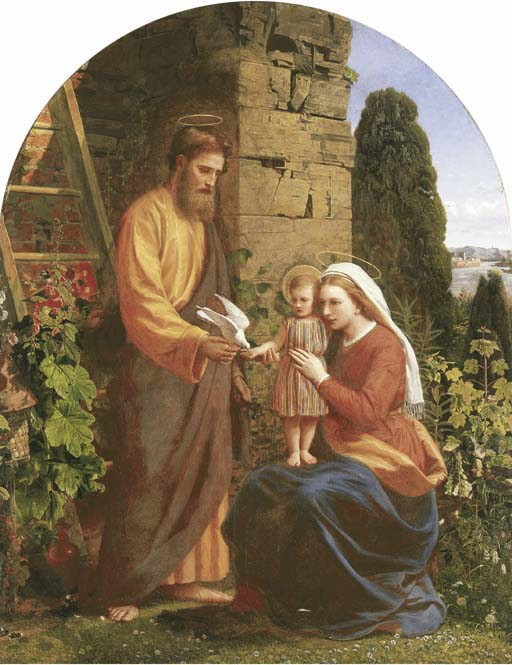
聖家族 (1878)

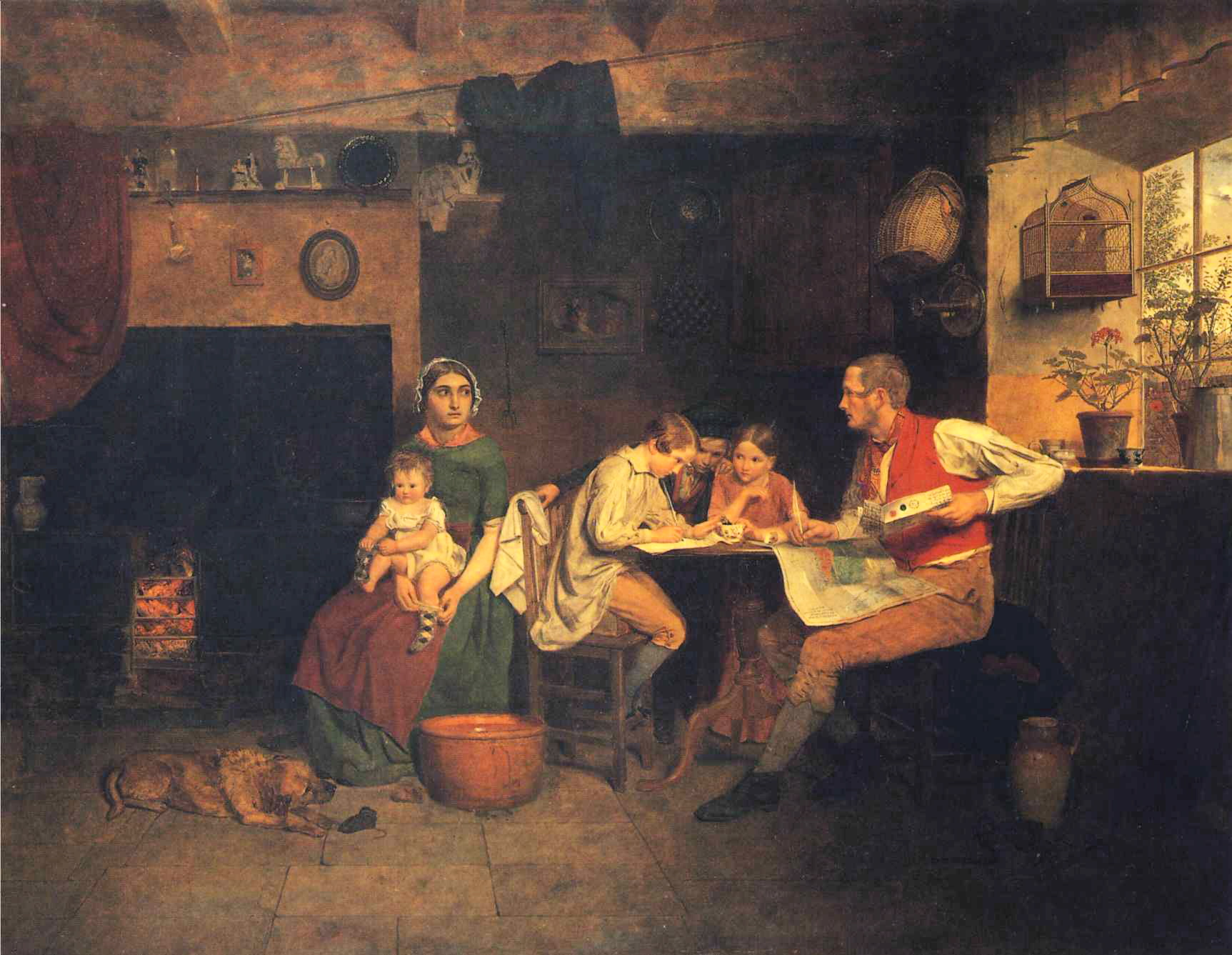
移住者からの手紙の返事を書く家族(1850)
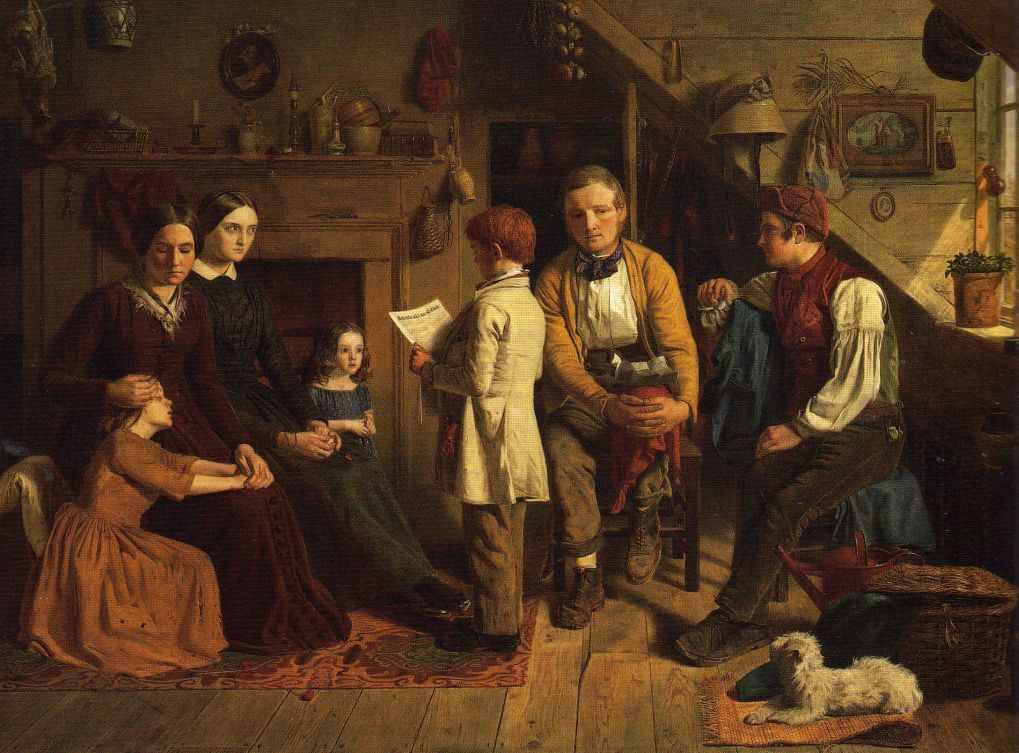
"The Emigration Scheme" (1852)
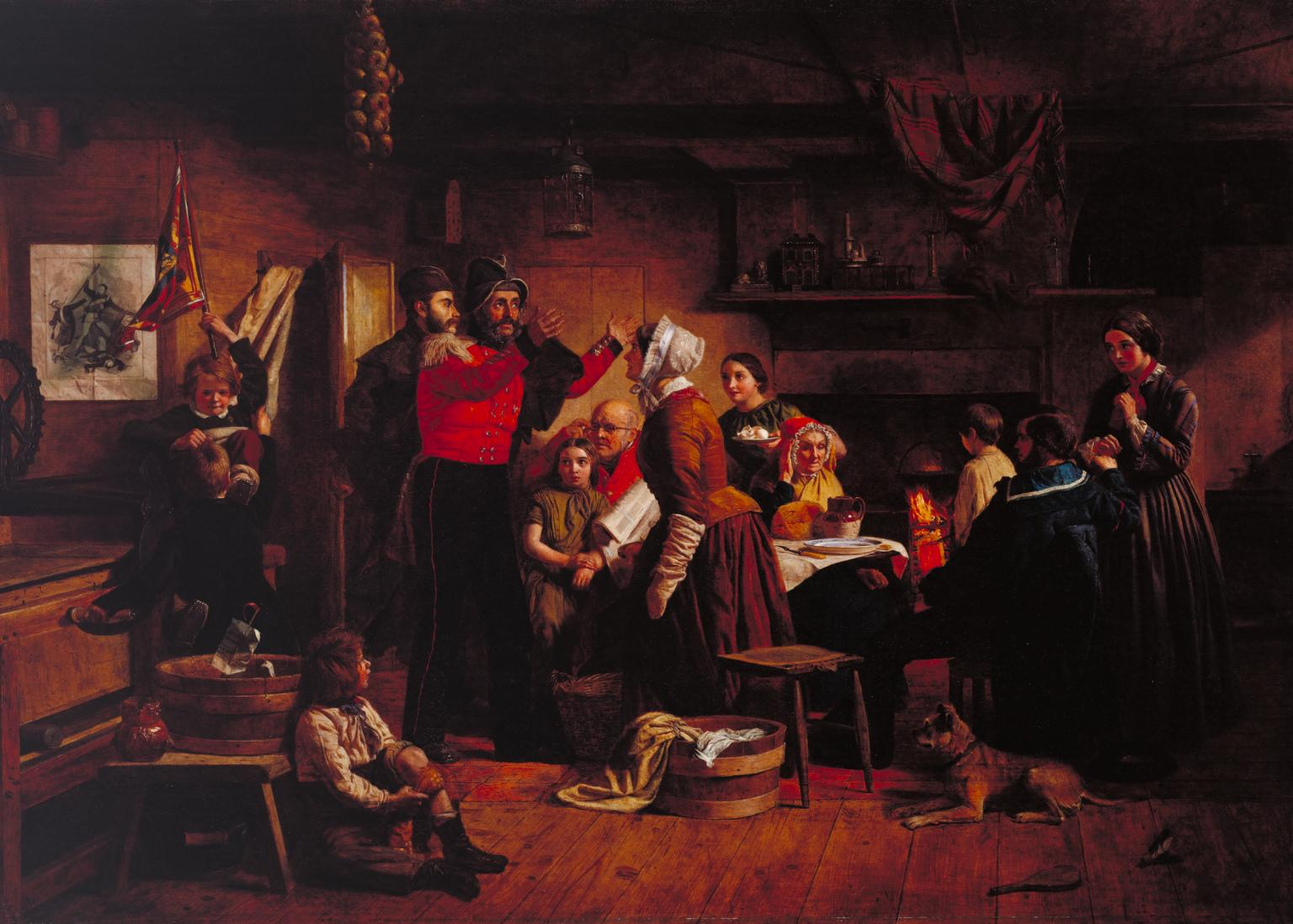
"Home Again" (1856) テート・ブリテン